# 2021년 한국케미호 나포 사건
2021년 한국케미호 나포 사건은 이란 해군에 의해 대한민국 국적 화물 운반선이 나포된 사건이다.

## 역사
2021년 1월 4일, 이란 혁명수비대는 성명을 내고 이날 오전 10시쯤 걸프 해역에서 한국 유조선 '한국케미'(HANKUK CHEMI)를 나포했다고 발표했다. 혁명수비대는 "이 조치는 해당 선박이 해양 환경 규제를 반복적으로 위반한 데 따른 것"이라고 설명했다. 이어 "해당 선박에는 7200톤의 화학 물질이 실려 있었다"며 "선원들은 한국, 인도네시아, 베트남, 미얀마 국적이며, 한국케미호는 남부 반다르아바스항에 억류 중"이라고 덧붙였다.
해당 배에는 선장, 1등 항해사, 2등 항해사, 3등 항해사, 기관장 등 한국 선원 5명, 미얀마 11명, 인도네시아 2명, 베트남 2명 등 모두 20명이 승선해 있고 메탄올 등 세 종류의 화학물질을 실었다. 해당 선박에는 N-뷰틸 아크릴레이트(Butyl acrylate) 1000톤, 메틸 메타크릴레이트(MMA) 1200톤, 메탄올 5000톤이 실려 있었다.
한국케미호는 현지 시간으로 3일 오전 3시 30분경 메탄올 등 3종류 화학물질을 싣고 사우디아라비아 주발리를 출발, 아랍에미리트 푸자이라로 향하는 길이었다.
이란 혁명수비대는 무선 교신으로 “선박 검사를 해야 한다. 배 속도를 낮춰라”며 고속정을 타고 유조선으로 접근했다. 유조선 한국케미에 올라온 이란 군인들은 갑판 위에 선원 전원을 집결시켰다. 군인들은 한국인 선장에게 “항구에 가서 조사해야 한다”며 선박 운항 방향을 이란 쪽으로 바꾸도록 지시했다. 선장은 “여기는 공해상이고 무슨 문제냐”며 항의했지만 소용없었다. 이어 선장이 실시간으로 상황을 알려주던 위성 전화는 끊어졌다.
선박 소유주는 부산 해운대구 소재의 '디엠쉽핑(DM Shipping)'이다. 선박 소유주인 디엠쉽핑 측은 이란 혁명수비대가 제시한 나포 사유에 반박하고 있다. 환경오염을 일으키지 않아 이란 혁명수비대가 제시한 나포 사유가 사실과 다르다는 것이다. 한국케미호의 선장은 15년 경력의 베테랑이며, 선박이 나포된 해역은 선사 소속 배가 수시로 오가는 곳이었던 것으로 알려졌다. DM쉽핑은 오일 또는 석유화학 제품을 운송하는 선주회사다.
이란산 석유수출대금 동결과 백신 구입 협상이 상당히 진행되던 중에 나포 사건이 발생했다. 즉, 나포 사건 이후에 협상을 시작한 게 아니라, 협상을 하던 중에 나포 사건이 발생했다. 이란 혁명수비대가 우리 선박을 억류한 시점은 정부가 동결 대금을 이란의 신종 코로나바이러스 감염증(코로나19) 백신 구입에 활용하기로 하고 이란 정부와 비공개 협상을 벌이던 막바지였던 것으로 드러났다. 외교부가 무능하게 협상을 하다가, 협상 상대방이 화를 나게 해서, 대형 사고를 쳤다는 의미로 볼 여지가 있다.

## 배경

### 이란산 석유수출대금 동결
2021년 1월 5일, 알리 라비에이 이란 정부 대변인은 이란 혁명수비대의 한국 국적 화학 운반선 '한국케미' 나포와 관련한 온라인 기자 회견에서 "한국 정부가 70억 달러(약 7조6000억원)를 인질로 잡고 있다."고 말했다.
한국에는 한국 국적의 은행 2곳(우리은행, 기업은행)에 이란의 원유 수출 대금이 묶여있는데, 이는 이란에 대한 미국의 제재가 이어지는 가운데 한국과 이란의 물품 거래를 위해 미국이 예외적으로 용인해준 거래 계좌다. 그런데 2018년 미국이 이란 핵협정을 탈퇴하고 대 이란 제재를 복원, 이란 이슬람 공화국 중앙은행을 제재 명단에 올리면서 거래가 중단됐다.
한국은 미국의 승인 아래 2010년부터 이란산 원유 수입대금을 IBK기업은행과 우리은행에 개설된 이란중앙은행의 계좌에 원화로 입금하고, 이란에 비제재 품목을 수출하는 기업은 그 대금을 이 계좌에서 받는 에스크로 방식으로 교역했다. 수입대금이 이란으로 직접 전달되지 않도록 하기 위한 조치다. 에스크로 계좌를 통해 이란은 면제국으로부터 수입 제재 대상이 아닌 물품만 사들일 수 있다.
2019년 5월, 한국에 대한 미국의 대이란 제재 예외인정 기간이 중단되었다. 이후 한미 당국간 협의를 통해 2020년 4월부터 이란에 대한 우리 수출기업의 인도적 품목 교역이 일부 허용됐다.

### 코로나19 백신
2021년 1월 3일, 호세인 탄하이 이란·한국 상공회의소 회장은 이란 ILNA 통신에 "2일 에샤크 자한기리 수석 부통령을 만나 한국에 동결된 이란 자금의 사용 방안을 논의했다"라며 "코로나19 백신 등 상품을 사는 데 이 자금을 소진하는 방법을 제안했다"라고 말했다.
이란은 코백스 퍼실리티로부터 코로나19 백신 구매를 원하고 있으며, 이를 한국에 묶인 석유수출대금으로 지불하고 싶어한다. 이에, 한국 정부는 미국 재무부의 해외자산통제국(OFAC)로부터 특별승인을 받았다.
이란이 백신 선구매비를 지급하면 코백스 퍼실리티로부터 코로나19 백신를 공급받는다. 원화로 예치된 자금을 코백스에 송금하려면 먼저 미국 은행에서 달러화로 환전해야하는데 이때 자금이 다시 동결될 가능성을 이란 측은 우려하고 있다. 이란은 한국 정부가 직접 코백스 퍼실리티로 입금을 해달라고 요청했다.
이란은 백신 공동구매·배분을 위한 국제 프로젝트인 코백스 퍼실리티(COVAX facility)에서 1천680만 접종분(도즈), 2억4천400만 달러(약 2천700억원) 규모로 코로나19 백신을 수입할 계획이다. 이란 적신월사는 정부와 별개로 중국산 백신을 수입할 계획이다.
이란이 수입할 백신이 한국에서 생산될 백신인지, 유럽이나 중국산 백신을 이란이 수입하고 한국의 금융기관이 동결 자금으로 이 수입 대금을 대신 치르는 방식인지는 구체적으로 밝히지 않았다. 호세인 탄하이 이란·한국 상공회의소 회장은 "백신 외에 동결 자금으로 이란이 한국에서 우선해 들여올 수 있는 물품은 원자재, 의약품, 석유화학 제품, 자동차, 가전 부품 등이다"라고 말했다.